# Уокер-Мэдор, Джо
Джо Уокер-Мэдор (англ. Jo Walker-Meador; 16 февраля 1924, Орлинда — 16 августа 2017, Нэшвилл) — исполнительный директор Ассоциации музыки кантри (CMA) с 1962 по 1991 год, сыгравшая значимую роль в необычайном росте кантри-индустрии в этот период. С её политикой, в частности, связано превращение кантри в самый популярный радиоформат США и развитие CMA до важнейшего объединения на музыкальной сцене Нэшвилла. Наряду с Фрэнсис Престон, одна из немногих женщин, добившихся высших руководящих позиций в кантри-индустрии. Посвящена в Зал славы кантри (1995).

## Биография

### Ранние годы
Уокер-Мэдор родилась шестой из 11 детей в семье фермеров, растивших табак в округе Робертсон, штат Теннесси. Её отец играл на пианино на слух и пел в церкви, но в остальном семья не была особенно музыкальной. Со старших классов она планировала карьеру учительницы английского (хотела стать грамотной сама, а затем учить сельских детей) и одновременно тренера по баскетболу, которым сильно увлекалась. По окончании школы начала работать, чтобы накопить денег на обучение в колледже. Так, во время Второй мировой войны она трудилась в отделе утилизации на фабрике Vultee Aircraft в Нэшвилле, занимаясь сортировкой гаек, болтов и шурупов. По вечерам посещала курсы в Watkins Institute, где научилась стенографировать и печатать, получив в итоге должность секретарши руководителя отдела утилизации на своей фабрике. В дальнейшем перешла на аналогичную позицию к ипотечному брокеру.
Позднее она училась на педагога в Peabody College в Нэшвилле и Lambuth University в Джексоне — на факультетах английского языка и физической культуры, но в конце концов решила, что её настоящим призванием является не преподавание, а бизнес. Впоследствии Уокер-Мэдор вновь работала на ипотечного брокера, а затем четыре с половиной года была исполнительным секретарём президента Crescent Entertainment — развлекательной сети, владевшей 80 кинотеатрами (в этот период она также вышла замуж). Когда её руководитель уволился, она не захотела работать ни с кем другим и устроилась офис-менеджером в Gold Hill Food Corp. Однако вскоре компания перенесла свой головной офис из Нэшвилла в Луизиану и Уокер-Мэдор вновь сменила работу — на этот раз попав в политику.
В 1956 году друг убедил её стать пиар-менеджером секретаря штата Теннесси, демократа Джи Эдварда Фрайра, который в тот период готовился к выдвижению на пост губернатора. Будучи его единственным сотрудником на зарплате, Уокер-Мэдор в одиночку курировала офис предвыборной кампании, финансы, корреспонденцию и паблисити, получив бесценный для своей последующей карьеры в кантри-индустрии опыт. Когда её шеф в июле 1958 года выбыл из гонки, она сосредоточилась на семейных заботах (на тот момент у неё уже была годовалая дочь). Однако в конце года менеджер Grand Ole Opry Уолтер Дэвид Килпатрик по рекомендации их общей знакомой предложил ей работу в созданной недавно Ассоциации музыки кантри (CMA), в кадровый комитет которой он сам входил. Таким образом в декабре 1958 года она стала первым наёмным сотрудником этой организации. По её словам, с кантри она на тот момент не была знакома совершенно. «Я знала, что Минни Пёрл, Эрнест Табб и Рой Экафф были членами Grand Ole Opry, но я никогда не была в Grand Ole Opry», — вспоминала Уокер-Мэдор.

### Карьера в CMA
В CMA она пришла офис-менеджером, когда компания только начинала развиваться — занималась бухгалтерией, печатала и выполняла общие офисные задачи. В 1959 году она организовала банкет, впоследствии ставший основой для ежегодных мероприятий и церемоний награждения CMA. После того, как её руководитель — исполнительный директор Гэри Стоун — покинул ассоциацию, она временно выполняла его обязанности. «У нас просто не было денег на две зарплаты. Моя была гораздо меньше, кроме того я умела печатать», — поясняла такой поворот Уокер-Мэдор. По состоянию на февраль 1960 года на счетах молодой организации лежало в сумме всего $735. Впоследствии, когда встал вопрос о назначении постоянного директора, другая влиятельная в кантри-индустрии женщина, Минни Пёрл, выдвинула кандидатуру Уокер-Мэдор, которая и была одобрена правлением. Так в 1962 году она возглавила CMA — в эпоху популярности рок-н-ролла, когда кантри практически не передавали по радио. Уже на следующий год журнал Music City News в специальном материале называл её «патронатной матерью музыки кантри», сравнивая по способности к холодному расчёту с вычислительной машиной IBM, а по хитрости и проницательности — с дипломатами ООН.
Старясь доказать рекламодателям популярность кантри и готовность его поклонников тратить деньги, Уокер-Мэдор начала проводить демографические исследования, параллельно лоббируя интересы жанра на радио. «Мы изучали рейтинги радиостанций. На крупном рынке, если у вас есть четыре радиостанции, передающие рок, как минимум одна из них будет в проигрыше. Нужно прийти на ту станцию, которая в пролёте, и объяснить им как можно зарабатывать деньги, если стать кантри-радиостанцией», — описывала она свою тактику. Для расширения охвата аудитории Уокер-Мэдор проводила кантри-мероприятия по всему миру и организовывала PR-трюки. Так, в 1967 году она наняла Джина Отри, чтобы тот заехал верхом на лошади прямо на встречу топ-менеджеров в сфере рекламы, проходившую на Манхэттене. Под её руководством в середине 1960-х годов были собраны средства на строительство Зала славы и музея кантри; в 1967 создана церемония награждения и шоу CMA Awards; а в 1972 — фестиваль Fan Fair (ныне именуемый CMA Music Festival). Последний в следующие 10 лет превратился в бурное празднество с концертами, раздачей автографов, фотографированием и затеями фан-клубов, привлекая в Нэшвилл 25 тыс. человек ежегодно.
Во главе CMA Уокер-Мэдор помогла объединить конкурирующие компании Нэшвилла в единое партнёрское сообщество, в котором большая часть города работала вместе, стремясь превратить кантри из местечкового явления в индустрию национальных масштабов, чей охват теперь постоянно растёт и на мировом уровне. Одним из таких коллективных успехов стало пролоббированное CMA и другими компаниями принятие в 15 штатах закона о выплатах правообладателям роялти за песни, написанные до 1950 года. Усилиями Уокер-Мэдор в 1983 году был открыт филиал ассоциации Лондоне. Признавая это достижение, конкурирующее с CMA объединение ACM вручило ей свою награду Jim Reeves Memorial Award. В конечном счёте из незначительного и окружённого негативными стереотипами формата CMA смогла превратить кантри в мейнстрим. За год до того как Уокер-Мэдор заняла свой пост, в стране из 3700 радиостанций только 81 полностью отдавала эфир кантри. К 1969 году CMA сделала таковыми 606, к 1975 году — больше 1000, а к 1982 — более 2000 станций. Тогда же журнал Esquire включил Уокер-Мэдор в свой список The Heavy 100 of Country Music, описав её как «дипломатичную южную красавицу с умом словно стальной капкан и поразительной памятью на лица».
К моменту её отставки в 1991 году с поста главы CMA, кантри стал самым популярным радиоформатом в США с более чем 2500 станций (из 8000 в стране всего) и опережал ближайших конкурентов по аудитории на 20 млн человек. При этом кантри-радио собирало наибольшую локальную аудиторию в более чем половине из 100 крупнейших городов страны. Сама Уокер-Мэдор, в противовес скромному началу своей карьеры, к этому времени успела посетить Белый Дом по приглашению нескольких президентов, а Джордж Буш присутствовал на последней проведённой под её началом церемонии CMA Awards. На отдельное мероприятие в честь её отставки съехалось более тысячи человек со всей страны, а его ведущей выступила Бренда Ли. На посту директора CMA Уокер-Мэдор сыграла не только значимую роль в необычайном росте кантри-индустрии в этот период, но и в расцвете CMA как ключевого музыкального объединения в индустрии Нэшвилла и одного из наиболее активных в мире. С ней во главе организация прошла путь от офиса с одним сотрудником, арендованным оборудованием и $735 на счету до компании с собственным зданием на Мьюзик-Роу, штатом из 18 человек и $2 млн в банке. Количество членов CMA с примерно 200 изначальных выросло до 7000.
Наряду с Фрэнсис Престон, Уокер-Мэдор стала одной из немногих женщин, добившихся в кантри-индустрии высших руководящих позиций. После ухода с должности, которую она занимала почти 30 лет, Уокер-Мэдор продолжала сотрудничать с CMA, в том числе в роли советника нового руководства. В 1994 году CMA учредила в её честь специальную международную награду Jo Walker-Meador International Award, которая отмечает выдающиеся достижения индивидов или организаций в поддержке и продвижении кантри за пределами США. На следующий год за свои заслуги в экономическом росте и повышении культурной значимости жанра сама Уокер-Мэдор была посвящена в Зал славы кантри. Помимо основной работы в CMA, она также занималась общественной деятельностью на местном уровне, работая в разное время с таким организациям как Национальная академия искусства и науки звукозаписи, Американское онкологическое общество, Metropolitan Tourist Commission, Arthritis Foundation, Travelers Aid; являясь членом советов директоров Nashville Chamber of Commerce и National Music Council. Кроме того, Уокер-Мэдор стала первой женщиной, избранной в совет директоров Big Brothers of Nashville. Умерла от инсульта 16 августа 2017 года в возрасте 93 лет.

## Награды и почести
За годы работы Уокер-Мэдор получила множество наград и почестей за свои усилия в развитии музыкальной индустрии.
Награды
| Год  | Награда                          | Организация                                                       | Источник |
| ---- | -------------------------------- | ----------------------------------------------------------------- | -------- |
| 1970 | Metronome Award                  | Мэр Нэшвилла                                                      | [ 25 ]   |
| 1981 | Lady Executive of the Year       | Nashville Chapter of the National Association of Women Executives | [ 25 ]   |
| 1981 | Ambassador of Country Music      | SESAC                                                             | [ 25 ]   |
| 1981 | Commendation of Excellence       | BMI                                                               | [ 25 ]   |
| 1983 | Tex Ritter Memorial Award        | International Fan Club Organization (IFCO)                        | [ 25 ]   |
| 1983 | Jim Reeves Memorial Award        | ACM                                                               | [ 25 ]   |
| 1999 | Erving Waugh Award of Excellence | CMA                                                               | [ 25 ]   |
| 2013 | Cecil Scaife Visionary Award     | The Cecil Scaife Endowment at Belmont University                  | [ 26 ]   |

Почести
| Год  | Почесть                           | Источник |
| ---- | --------------------------------- | -------- |
| 1995 | Посвящение в Зал славы кантри     | [ 27 ]   |
| 2008 | Звезда на Music City Walk of Fame | [ 28 ]   |

## Личная жизнь
В 1954 году вышла замуж за менеджера нэшвиллской радиостанции WKDA Чарльза «Смоки» Уокера. В 1967 году он погиб в аварии на мотоцикле. В 1981 году вступила во второй брак — с бизнесменом Бобом Мэдором (скончался в 2015 году). Среди других членов её семьи — дочь Мишель Уокер, брат Пит Деннинг и два приёмных ребёнка — Роб и Карен Мэдор. С детства посещала баптистскую церковь и на протяжении дальнейшей жизни оставалась убеждённой христианкой.